# Rouwadvertentie

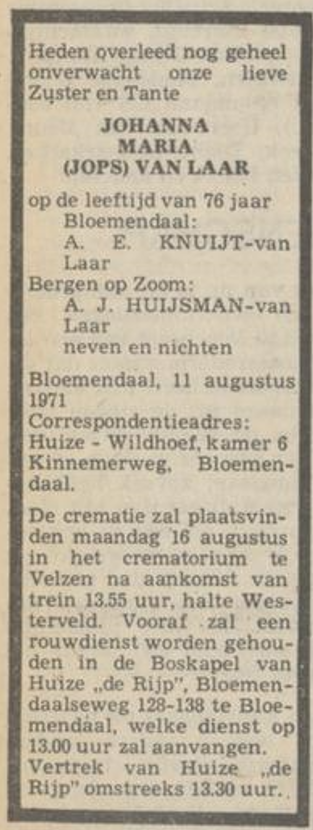
De rouwadvertentie van Jobs van Laar in het Haarlems Dagblad van 11 augustus 1971

Een rouwadvertentie is een bericht in een landelijke, regionale of plaatselijke krant om mee te delen dat iemand is overleden.
Als deze door de familie is geplaatst wordt hierin vaak de datum, tijd en plaats van de uitvaartplechtigheid vermeld, een eventuele mogelijkheid de opgebaarde overledene te zien, en eventuele extra mogelijkheden van condoleance. Soms worden ook door werkgevers en zakenrelaties rouwadvertenties geplaatst.
De uitvaart wordt steeds persoonlijker. Dit vertaalt zich ook naar de vormgeving van de rouwadvertentie of condoleanceadvertentie. Nabestaanden, maar vaak ook collega's, buren of vrienden willen via de rouwadvertentie een persoonlijke laatste groet brengen aan de overledene. Hiervoor wordt ook steeds vaker gebruikgemaakt van internettoepassingen.
Vaak wordt naast een rouwadvertentie ook een rouwkaart verstuurd. Is dit niet het geval wordt dit in de advertentie vermeld. ("In plaats van kaarten.")
Over de inhoud van rouwadvertenties vanaf eind 18e eeuw schreef Herman Franke in het begin van de jaren tachtig het boek De dood in het leven van alledag (1985). Het boek, waarin ook de afschaffing van lijf- en doodstraffen in Nederland wordt behandeld, is een analyse van de veranderende houding ten opzichte van de dood in onze samenleving.